# Edwin Herrera
Edwin Alberto Herrera Hernández, noto semplicemente come Edwin Herrera (Cartagena de Indias, 2 settembre 1998), è un calciatore colombiano, difensore dell'Atlético Junior.

## Caratteristiche tecniche
È un terzino sinistro.

## Carriera
Nato a Cartagena de Indias, è entrato da bambino nel settore giovanile dell'Independiente Santa Fe dove ha percorso tutta la trafila delle giovanili fino alla promozione in prima squadra avvenuta nel 2018. Ha debuttato fra i professionisti il 9 aprile disputando l'incontro di Categoría Primera A pareggiato 0-0 contro l'Águilas Doradas. Divenuto titolare della fascia sinistra, l'8 maggio seguente ha trovato la prima rete segnando il gol del definitivo 3-1 nell'incontro di Copa Colombia vinto contro i Patriotas Boyacá.
Il 29 settembre 2020 è stato ceduto in prestito per una stagione al Famalicão.

## Statistiche
Statistiche aggiornate al 29 settembre 2020.

### Presenze e reti nei club
| Stagione        | Squadra         | Campionato      | Campionato | Campionato | Coppe nazionali | Coppe nazionali | Coppe nazionali | Coppe continentali | Coppe continentali | Coppe continentali | Altre coppe | Altre coppe | Altre coppe | Totale | Totale | Totale |
| Stagione        | Squadra         | Comp            | Pres       | Reti       | Comp            | Pres            | Reti            | Comp               | Pres               | Reti               | Comp        | Pres        | Reti        | Pres   | Reti   |        |
| --------------- | --------------- | --------------- | ---------- | ---------- | --------------- | --------------- | --------------- | ------------------ | ------------------ | ------------------ | ----------- | ----------- | ----------- | ------ | ------ | ------ |
| 2018            | Santa Fe        | A               | 14         | 0          | CC              | 1               | 0               | CS                 | 6                  | 0                  |             | -           | -           | 21     | 0      |        |
| 2019            | Santa Fe        | A               | 21         | 2          | CC              | 4               | 1               |                    | -                  | -                  |             | -           | -           | 25     | 3      |        |
| 2020            | Santa Fe        | A               | 5          | 0          | CC              | 0               | 0               |                    | -                  | -                  |             | -           | -           | 5      | 0      |        |
| Totale carriera | Totale carriera | Totale carriera | 40         | 2          |                 | 5               | 1               |                    | 6                  | 0                  |             | -           | -           | 51     | 3      |        |